# Born to Be
Born to Be é um programa televisivo de meia hora de duração e exibição semanal no canal Multishow, que documenta a infância de artistas famosos, suas influências musicais, suas inspirações e o que fez com que eles se tornassem famosos. O programa ja contou com blink 182 uma das maiores bandas de rock dos anos 2000, entre outros artistas.